# Atlantic Flight
Atlantic Flight – amerykański film z 1937 roku w reżyserii Williama Nigha.

## Opis fabuły
Lotnik Dick Bennett (Dick Merrill) postanawia przebyć niebezpieczną podróż przez Atlantyk, by uratować życie przyjaciela. Kiedy Bennettowi zakazano brania udziału w zawodach lotniczych, jego inżynier Bill (Weldon Heyburn) decyduje się na przetestowanie samolotu jego produkcji. Konstruktor jednak ginie. Dick postanawia wówczas przebyć rekordowy lot do Londynu, by uratować kolegę.